# Rivière-Rouge-Nord
Pour les articles homonymes, voir Rivière Rouge.
Circonscription électorale provinciale du Canada
Rivière-Rouge-Nord ((en) Red River North) est une circonscription électorale provinciale du Manitoba (Canada).
Créée lors du redécoupage de 2018, cette circonscription est issue de Selkirk, Saint-Paul et d'une petite partie de Lac-du-Bonnet.

## Liste des députés
| Rivière-Rouge-Nord | Rivière-Rouge-Nord | Rivière-Rouge-Nord        | Rivière-Rouge-Nord | Rivière-Rouge-Nord | Rivière-Rouge-Nord |
| Nom                | Nom                | Parti                     | Mandat             | Législature        |                    |
| ------------------ | ------------------ | ------------------------- | ------------------ | ------------------ | ------------------ |
|                    | Jeff Wharton (en)  | Progressiste-conservateur | 2019 - 2023        | 42e                |                    |
|                    | Jeff Wharton (en)  | Progressiste-conservateur | 2023 - présent     | 43e                |                    |